# Église Saint-Sisoès-le-Grand de Gavrići
L'église Saint-Sisoès-le-Grand (en serbe cyrillique : Храм преподобног Сисоја Великог ; en serbe latin : Hram prepodobnog Sisoja Velikog) est située en Bosnie-Herzégovine, sur le territoire du village de Gavrići et sur celui de la ville de Doboj.